# Takahiro Futagawa
Takahiro Futagawa (jap. 二川 孝広, Futagawa Takahiro; * 27. Juni 1980 in der Präfektur Kagoshima) ist ein ehemaliger japanischer Fußballspieler.

## Karriere als Spieler

### 1999–2001
Der 1,68 Meter kleine Futagawa stand von Beginn seiner Karriere im Jahr 1999 bis 2016 bei Gamba Ōsaka unter Vertrag. In seinem ersten Jahr absolvierte er fünf Ligaspiele ohne Torerfolg. Außerdem bestritt er jeweils zwei torlose Spiele im Kaiserpokal und im J. League Cup. Im folgenden Jahr kam Futagawa in 21 Ligaspielen zum Einsatz. Hinzu kamen drei Spiele im Kaiserpokal (ein Tor) und zwei torlose Partien im J. League Cup. In seiner dritten Saison traf Futagawa zum ersten Mal in der Liga, insgesamt gelangen ihm zwei Tore in 26 Ligaspielen. Zudem absolvierte er drei Spiele im Kaiserpokal (ein Tor) und vier Spiele im J. League Cup (ein Tor).

### 2002–2008
Im Jahr 2002 bestritt Futagawa 28 Ligaspiele und erzielte dabei zwei Treffer. Außerdem absolvierte er zwei Spiele im Kaiserpokal und sieben Spiele im J. League Cup. 2003 bestritt er 29 Ligaspiele, in denen er fünf Tore erzielte sowie zwei Spiele im Kaiserpokal und fünf Spiele im J. League Cup, in denen er jedoch ohne Torerfolg blieb. Im folgenden Jahr absolvierte er 30 Ligaspiele und erzielte vier Tore. Des Weiteren bestritt er drei Spiele im Kaiserpokal und sieben im J. League Cup. Im Jahr 2005 absolvierte Futagawa 29 Ligaspielen. Dazu kamen zehn Pokaleinsätze im Kaiserpokal und J. League Cup. Darüber hinaus nahm er erstmals an internationalen Wettbewerben teil, Gamba Osaka spielte regelmäßig in der AFC Champions League, die Osaka im Jahr 2008 nach einem 3:0-Heimsieg und einem. 2:0-Auswärtssieg gegen Adelaide United mit dem Gesamtsieg beendete. Futagawa konnte sich während des Turniers insgesamt dreimal in die Torschützenliste eintragen: Bei den 4:3-Auswärtssiegen in der Gruppenphase gegen die Chunnam Dragons und Melbourne Victory, sowie dem 1:1-Unentschieden im Heimspiel gegen die Chunnam Dragons traf er ins Netz. 2008 gewann Gamba Osaka die Pan-Pacific Championship, im Finale wurde der US-Vertreter Houston Dynamo souverän mit 6:1 besiegt.

### 2009–2010
2009 bestritt Futagawa 21 Ligaspiele und erzielte dabei vier Tore. Außerdem gelang seiner Mannschaft, den im Vorjahr gewonnenen Kaiserpokal zu verteidigen. Dieses Mal besiegte man im Finale Nagoya Grampus mit 4:1. In der AFC Champions League 2009 setzte sich Osaka in der Gruppenphase mit fünf Siegen aus sechs Spielen sicher als Tabellenerster durch, scheiterte aber im Achtelfinale am Ligakonkurrenten Kawasaki Frontale. Im folgenden Jahr absolvierte Futagawa 27 Ligaspiele und schoss dabei drei Tore. In der AFC Champions League belegte die Mannschaft in der Gruppenphase mit zwölf Punkten den zweiten Platz, hinter dem südkoreanischen Vertreter Suwon Samsung Bluewings (13 Punkte) und qualifizierte sich damit für die Endrunde. Doch wie schon im Vorjahr war im Achtelfinale Endstation, diesmal verlor Osaka mit 0:3 gegen den Seongnam FC aus Südkorea.

### 2011–2019
In der Saison 2011 bestritt Futagawa 32 Ligaspiele und erzielte dabei fünf Tore. Außerdem kam er im Kaiserpokal (1 Spiel/kein Tor), im J. League Cup (2 Spiele/kein Tor) und in der AFC Champions League 2011 (7 Spiele/1 Tor) zum Einsatz. 2012 bestritt er 29 Ligaspiele und schoss dabei drei Tore. Zudem absolvierte er vier Spiele ohne Tor im Kaiserpokal und fünf Spiele ohne Tor in der AFC Champions League 2012. Nach einer schlechten Saison 2012 stieg Gamba Osaka in die J. League Division 2 ab, schaffte aber 2013 den sofortigen Wiederaufstieg in die erste Liga. Futagawa selbst steuerte dazu in 36 Ligaspielen mit vier Toren bei und kam im Kaiserpokal zum Einsatz (2 Spiele/kein Tor). Im Jahr 2014 kehrte er mit seinem Team in die erste Liga zurück und absolvierte in dieser Saison 19 Ligaspiele, in denen er jedoch kein Tor erzielte. Außerdem bestritt er zwei Spiele im Kaiserpokal (1 Tor) und sechs Spiele im J. League Cup (kein Tor).

### 2019–2023
Am 1. Januar 2019 wechselte Futagawa von Gamba Osaka zu seiner letzten Station in seiner aktiven Fußballerkarriere, zu FC Tiamo Kirakata. Mit dem FC Tiamo Kirakata spielte Futagawa zunächst in den Saisons 2019 und 2020 in der fünften Japanischen Liga, der Kansai Soccer League. Während dieser Zeit absolvierte Futagawa 12 Spiele und schoss 4 Tore. Am Ende der Saison 2020 befand sich Futagawa mit FC Tiamo Kirataka auf dem ersten Platz der Kansai Soccer League und man musste sich in der Japanischen Fußball-Regionalligen-Finalrunde beweise. Dort durfte Futagawa zwei Spiele bestreiten (kein Tor), bis sich der FC Tiamo Hirakata dort die Erlaubnis erspielte, in die vierte Japanische Liga, der Japan Football League, aufzusteigen. In den Saisons 2021 und 2022 bestritt Futagawa 15 Partien, in denen er ein Tor erzielte. Am 1. Februar 2023 beendete Takihiro Futagawa seine Spielerkarriere.

### Nationalmannschaft
2006 debütierte Takahiro Futagawa für die japanische Fußballnationalmannschaft, bestritt jedoch nur ein A-Länderspiel.

## Karriere als Trainer
Nachdem Futagawa seine Karriere beendet hatte, entschied er sich, Trainer zu werden. So wurde er direkt nach dem Beenden seiner Karriere in das Trainerteam des FC Tiamo Hirakata übernommen.

## Titel und Erfolge
- J. League Division 1: 2005, 2014
- J. League Cup: 2007
- Japanischer Fußball-Supercup: 2007
- AFC Champions League 2008
- Pan-Pacific Championship 2008
- Kaiserpokal: 2008, 2009, 2014, 2015
- Kansai Soccer League: 2019/20